# Vivo/Live
Vivo/Live è un album dal vivo di Graziano Romani, testimonianza integrale del concerto tenutosi il 3 agosto 2013 presso il Parco Secchia di Villalunga di Casalgrande.
Nell'album sono presenti i brani inediti L'attimo che fugge via e Vicino al cuore, registrati durante il soundcheck pomeridiano, e Soul Is Calling, eseguito nel corso dello show.
Il disco, pubblicato nell'ottobre 2015, segna l'inizio della collaborazione con l'etichetta Route 61 Music e viene accompagnato da un tour promozionale che alterna date acustiche ed elettriche.
Vi compaiono gli ex Rocking Chairs Franco Borghi e Max Marmiroli.

## Tracce
Disco 1
1. Solerosso
2. Soul Is Calling (inedito)
3. Revolution Blues
4. My Name Is Tex
5. Darkwood
6. Ramblin' Round
7. Cast the Stone
8. Adios
9. Da che parte stai
10. Via Emilia
11. Dio della radio
12. Augusto cantaci di noi
13. Corre buon sangue
14. Stesso viaggio stessa città

Disco 2
1. The Most Crucial Enemy
2. The Price You Pay
3. Road to Justice
4. No Sad Goodbyes
5. Freedom Rain
6. Up in Dreamland
7. Old Rocker Busted
8. Johnny B. Goode
9. Never Look Back
10. Won't Get Fooled Again
11. Lonely as a Cloud (soundcheck)
12. L'attimo che fugge via (inedito - soundcheck)
13. Vicino al cuore (inedito - soundcheck)

## Formazione
- Graziano Romani - voce, chitarra acustica, chitarra elettrica, flauto traverso, cori, armonica a bocca
- Franco Borghi - pianoforte, tastiere, trombone
- Max Marmiroli - sax, percussioni
- Niki Milazzo - chitarra elettrica
- Erik Montanari - chitarra acustica, chitarra elettrica, cori
- Michele Smiraglio - basso, cori
- Francesco Micalizzi - batteria